# Ex Bibliotheca
Ex Bibliotheca. Magazyn Grafików i Kolekcjonerów Ekslibrisów – czasopismo dla twórców ekslibrisów, ukazujące się nieregularnie co pół roku od 1999 do 2009 roku.
Wydawcą była Warszawska Galeria Ekslibrisu, mieszcząca się w Bibliotece Publicznej w Warszawie w dzielnicy Ochota. Czasopismo ukazywało się w Warszawie w nakładzie 300 egzemplarzy, 20–24 strony formatu A-4.
Zespół redakcyjny: Janina Saffarini, Anna Buta-Kluska, Ryszard Bandosz, Zygmunt Gontarz, Michał Witak, ponadto przejściowo Barbara Darkowska, Katarzyna Godos, Mieczysław Bieleń.
Tomasz Suma tak pisze o tym czasopiśmie: Ex Bibliotheca – ostatnie czasopismo ekslibrisoznawcze w Polsce, wydawane w Warszawie w latach 1999-2009 regularnie jako półrocznik (...). W 10-letniej karierze pisma wydano 20 jego numerów. Każdy z nich był bardzo starannie przygotowany, w formacie A4, powielony na wysokiej jakości papierze, z licznymi reprodukcjami i fotografiami. Pismo miało zasięg ogólnopolski, zaś redakcja mieściła się w Warszawskiej Galerii Ekslibrisu przy Bibliotece Publicznej m.st. Warszawy Dzielnicy Ochota. Redakcję tworzyli bibliotekarze oraz warszawscy miłośnicy ekslibrisu: Janina Saffarini, Barbara Darkowska, Katarzyna Godos, Ryszard Bandosz, Zygmunt Gontarz, Wioletta Gębska, Joanna Kluza, Izabela Mróz, Michał Witak i Anna Buta-Kluska. Autorami tekstów byli znawcy i miłośnicy ekslibrisu z terenu całej Polski. Pismo kolportowane było bezpłatnie poprzez redakcję. Zawierało liczne artykuły o charakterze historycznym, przyczynkarskim, informacyjnym, sprawozdawczym i popularyzatorskim z szeroko pojętym ekslibrisoznawstwem i kolekcjonerstwem znaku książkowego. Tomasz Suma Bibliografia zawartości polskich czasopism ekslibrisoznawczych 1964-2009 - ebook/pdf 2014 s. 9, ISBN 978-83-272-4013-2